# Bahía de Aguadilla
Bahía de Aguadilla es un cuerpo de agua localizado al noroeste de la isla y estado libre asociado de Puerto Rico. En sus costas o en sus alrededores se encuentra la localidad de Aguadilla, un country club, El Coliseo Luis Díaz, el parque de Colón y varios hoteles y restaurantes. Se localiza entre la punta del Boquerón al sur y la Punta Borinquen al norte.